# Christ Illusion
Christ Illusion – dziewiąty album studyjny amerykańskiej grupy muzycznej Slayer. Wydany został 8 sierpnia 2006 roku przez American Recordings. 24 lipca 2007 roku weszła do sprzedaży reedycja płyty, zawierająca dodatkowy utwór Final Six, alternatywną wersję Black Serenade oraz zmienioną kolejność listy utworów.

## Lista utworów
Opracowano na podstawie materiału źródłowego.
| Nr  | Tytuł utworu              | Słowa                    | Muzyka        | Długość |
| --- | ------------------------- | ------------------------ | ------------- | ------- |
| 1.  | „Flesh Storm”             | Kerry King               | Kerry King    | 4:11    |
| 2.  | „Catalyst”                | Kerry King               | Kerry King    | 3:06    |
| 3.  | „Skeleton Christ”         | Kerry King               | Kerry King    | 4:21    |
| 4.  | „Eyes of the Insane”      | Tom Araya                | Jeff Hanneman | 3:21    |
| 5.  | „Jihad”                   | Tom Araya                | Jeff Hanneman | 3:29    |
| 6.  | „Consfearacy”             | Kerry King               | Kerry King    | 3:04    |
| 7.  | „Catatonic”               | Kerry King               | Kerry King    | 4:52    |
| 8.  | „Black Serenade”          | Jeff Hanneman, Tom Araya | Jeff Hanneman | 3:14    |
| 9.  | „Cult”                    | Kerry King               | Kerry King    | 4:38    |
| 10. | „Supremist”               | Kerry King               | Kerry King    | 3:50    |
| 11. | „Final Six” (Bonus Track) | Tom Araya                | Jeff Hanneman | 4:10    |
|     |                           |                          |               | 42:16   |

## Twórcy
Opracowano na podstawie materiału źródłowego.
| Zespół Slayer w składzie - Tom Araya – śpiew, gitara basowa - Jeff Hanneman – gitara - Kerry King – gitara - Dave Lombardo – perkusja |  | Inni - Larry Carroll – okładka - Josh Abraham – produkcja muzyczna, miksowanie - Rick Rubin – producent wykonawczy - John Ewing Jr – inżynieria dźwięku - Vlado Meller – mastering - Josh Victor Rothstein – zdjęcia - Ryan Williams – miksowanie - Dave Colvin – inżynieria dźwięku - Brain Warwick – inżynieria dźwięku - Norm Costa – obsługa techniczna - Armand B. Crump – obsługa techniczna |

## Pozycje na listach
| Lista                | Kraj              | Pozycja |
| -------------------- | ----------------- | ------- |
| Billboard 200        | Stany Zjednoczone | 5       |
| Media Control Charts | Niemcy            | 2       |
| OLiS                 | Polska            | 9       |
| UK Albums Chart      | Wielka Brytania   | 23      |
| Sverigetopplistan    | Szwecja           | 4       |
| Schweizer Hitparade  | Szwajcaria        | 11      |
| MegaCharts           | Holandia          | 8       |
| ARIA Charts          | Australia         | 9       |
| Ö3 Austria Top 40    | Austria           | 6       |
| Recorded Music NZ    | Nowa Zelandia     | 10      |
| VG-lista             | Norwegia          | 10      |